# 井上凱文
井上 凱文（いのうえ いつのり、1944年〈昭和19年〉1月5日 - ）は、元山陽放送（RSK）アナウンサー。岡山弁協会名誉顧問。
番組内では、井上いつのりと紹介されることが多い。

## 概要
- 兵庫県神戸市出身。姫路市立姫路高等学校、甲南大学卒業[2]後、1966年に山陽放送（RSK）へ入社[2][3]。
- 就活時は銀行より内定を経ていたが、デスクワークよりも動く仕事をしたいと新聞社も受験したが、通らず。地元関西の放送局は求人をほぼしておらず[注釈 1]、最終的に山陽放送より内定を得た。
- 土曜早朝のラジオ番組『井上いつのりのおはようさん』を担当していた時はCM中、歴代の相方の後輩女性アナウンサー（荒木美佐子など）に厳しく指導をしていた。
- 後にラジオ局アナウンス部長[3]、ラジオ局次長・アナウンス部長、ラジオ局長[3][注釈 2]を歴任。
- アナウンス部長時代には、国司憲一郎、高畑誠、小林章子、武田博志、中村恵美等の人材を育てた。
- 2004年に定年退職し、以後は主に講演（岡山県内）や講座（山陽新聞カルチャープラザ）の活動を続けている。また隣県の地元兵庫県西宮市での講演経験もある[4]。
- 趣味は、ゴルフ、旅行、時計のコレクション[2]。
- 23歳上の母親がおり、岡山市内に住んでいる。
- 成人前より、全国紙・山陽新聞・スポーツ紙をそれぞれスクラップし、ジャンルごとのファイルに分ける習慣を続けている。

## 過去の担当番組

### テレビ
- 山陽TVニュース（若手時代）
- 奥さん!10時です(平日10時台)
- いつのりの二人三脚歌合戦
- RSK5時

### ラジオ
- 山陽新聞ニュース（若手時代）
- 野球実況
- 歌謡曲ワイドサンデー
- 井上いつのりのなつメロコーナー（1972年-1994年。日曜14時5分-15時）歌謡曲ワイドサンデーの1コーナーが独立。[1]
- ヤングスタジオ（午前0時代）
- 井上いつのりの男と女のI LOVE 湯（1985年-1993年。土曜17時15分-17時45分）[1]※中四国地方ブロックネット番組。2012年には復活特番も放送[5]。
- 井上いつのりのおはようさん（土曜7時-9時）[1]
- いつのりの陽気な喫茶店（日曜17時-）
- なんじゃこらクッキング（木曜11時10分-）
- 井上いつのりの人生春夏秋冬
- どきどき!ラジオタウン（木曜）
- いつのりの朝からおじゃましま～す
- いつのりのおしゃべりパラダイス(日曜12:15～13:00)
- お元気ですか?いつのりの早起きラジオ（平日4-5時）
- いつのりのちょっとそこまでオットット!（-2007年4月1日）
- いつのりのあの日あの頃、思い出行き（2007年4月8日-2009年3月29日）
- 倉敷団塊列伝（FM倉敷。2010年8月6日にゲスト）

### CM
- 倉敷製帽（1970年-）
- カメラのサンヨー（山陽映画〈現：RSKプロビジョン〉が運営）
- 岡山県環境整備協会
- インポートショップ トレンド
- 飛鳥グループ

## 受賞歴
- 1973年：民放番組コンクールラジオ番組部門 - 全国優秀賞[2]
- 1980年：民放番組コンクールラジオ番組部門 - 全国優秀賞[2]
- アノンシスト賞TVCM部門 - 全国最優秀賞[2]

## 著書
- 岡山味どころ[3]
- いで湯天国[3]

## イベント
- 井上いつのりのランチパーティー